# Pleogyne
Pleogyne é um género botânico pertencente à família Menispermaceae.

## Espécies
- Pleogyne australis
- Pleogyne cunninghamii
- Pleogyne cunninghami

1. ↑  «Pleogyne — World Flora Online». www.worldfloraonline.org. Consultado em 19 de agosto de 2020